# The Amazing Quest of Mr. Ernest Bliss
The Amazing Quest of Mr. Ernest Bliss è un film muto del 1920 diretto e interpretato da Henry Edwards.

## Trama
Un milionario scommette 25.000 sterline che riuscirà a sopravvivere per sei mesi e a guadagnarsi da vivere partendo da zero, senza nemmeno un soldo come capitale a disposizione.

## Produzione
Il film fu prodotto dalla Hepworth.

## Distribuzione
Distribuito dall'Imperial, il film fu distribuito in due versioni: sia come serial in cinque episodi che come lungometraggio in cinque rulli. Uscì nelle sale cinematografiche britanniche nell'agosto 1920.
Si pensa che sia andato distrutto nel 1924 insieme a gran parte degli altri film della Hepworth. Il produttore, in gravissime difficoltà finanziarie, pensò in questo modo di poter almeno recuperare l'argento dal nitrato delle pellicole.